# Тахмасп I
Тахмасп I, Шах Тахмасиб (3 марта 1514—1576) — второй шах Ирана. Старший сын Исмаила I, основателя династии Сефевидов.

## Биография
Родился Тахмасиб I 3 марта (по другим данным 22 февраля) 1514 года в городе Исфахан. Ещё в свои три года он был назначен правителем Хорасана. Решение Исмаила отдать провинцию своему трёхлетнему сыну Тахмасибу было предусмотрительным соблюдением устоявшейся тюрко-монгольской традиции назначения наследника престола в конкретно эту провинцию, а атабеком его стал Эмир Хана Мосуллу. Отец шах Исмаил I очень любил Тахмасиба и согласно указанию, данному им Див Султану Румлу в последний день своей жизни, он очень хотел, чтобы трон унаследовал именно Тахмасиб. Находясь на смертном одре, шах назначил Див султана его опекуном и советником, сказав при этом Див султану следующее:
«Я назначаю тебя опекуном моего сына Шаха Тахмасиба. Ты должен быть его опекуном на протяжении полных семи лет, и по той причине, что ты будешь обладать этой властью, все начальники и эмиры, суфии и кызылбаши должны повиноваться твоим приказам при условии, что ты будешь добр по отношению к кызылбашам и не будешь раздражать их. После того, как достойная жизнь моего сына достигнет 18 лет, более не вмешивайся в его дела и оставь ему управление страной по его собственной воле и личному суждению».
Гражданская война между кызылбашскими эмирами крайне ослабила государство и предоставила неожиданную возможность для двух наиболее грозных врагов Сефевидской империи, Осман на западе и узбеков на востоке, проникнуть вглубь сефевидской территории. Хоть и Сефевиды понесли значительные территориальные потери в результате этих нападений, но Тахмасиб, боровшийся против разлада и предательства сверху, как со стороны кызылбашских эмиров, так и своих собственных братьев, сумел удержать Сефевидскую империю в целостности на протяжении более чем полувека. В этом сыграл роль как шах Исмаил, который создал институционную структуру раннего Сефевидского государства и крепкость его динамической идеологии, так и личные качества шаха Тахмасиба. Тахмасиб правил 52 года, дольше, чем любой другой сефевидский монарх. Шах был как физически, так и духовно храбр. Он как и свой отец, писал стихи на азербайджанском языке. Помимо него творил на азербайджанском и племянник (сын брата) Ибрагим Мирза. Придворная культура во время раннего правления Тахмасиба продолжалась во многом так же, как и при Исмаиле. Так же, как Исмаил Тахмасиб тоже принимал участие в сезонных миграциях. Он проводил большую часть лета на летних пастбищах в разных местах, обычно по всему Азербайджану, в тех же местах, где разбивал лагерь его отец. Как и другие сефевидские шахи, Тахмасиб I также сознательно считал себя наследниками тюрко-монгольской традиции и, в частности, формировал себя в традициях военачальника XIV века Тамерлана. В своей автобиографии шах настаивает, что он имел обыкновение читать «Тарих-и Теймур». Особенно в более поздние времена, когда династия перестала быть кланом воинов, это романтическое прошлое было возрождено и преподнесено с особой силой.
Шах Тахмасиб добился многого в течение первых тридцати лет своего царствования. Он сумел удержать свое положение в течение десяти лет гражданской войны между «буйными преторианцами» — кызылбашскими вождями. С ничтожно малыми силами он выдержал массированные нападения как с востока, так и запада; а также постепенно нарастил мощь своих вооруженных сил.

### Внутренняя политика
В 1524 году в возрасте 10 лет стал правителем-шахиншахом Сефевидского государства. После того, как Тахмасп был возведён на трон с согласия эмиров и армии, Див султан Румлу, который был атабеком Тахмаспа и, благодаря завещанию покойного шаха Исмаила I, амиром аль-Умара, взял контроль над государственными делами и управлением державы в свои руки. Див султан разбил свой лагерь в Ларе, и эмиры, собравшиеся там, в свете завещания покойного шаха, признали его своим вожаком и аксакалом (muqaddam wa rish-safid). Эти эмиры принадлежали главным образом к племенам румлу, текели и зулькадар. Шамлу по большей части держались в стороне; двое из ведущих эмиров шамлу — губернатор Герата Дурмуш-хан и губернатор Астрабада Зейнал-хан — не присоединились к Див султану лично, но тем не менее повиновались хукму покойного шаха; более того, они побудили других эмиров поддержать его; в результате эмир из шамлу и даже некоторые эмиры устаджлы присоединились к Див султану. Однако большинство эмиров устаджлы, под предводительством Кёпек султана, брата бывшего амира аль-умара Чаян султана, встали в оппозицию к Див султану. Устаджлы «превосходили другие туркоманские племена в могуществе и количестве соплеменников» и, несомненно, по этой причине отказались неохотно согласиться на принятие верховной власти в государстве Див султаном Румлу, поступок, который они считали показателем чрезмерной «гордыни и надменного представления о величии». Устаджлы занимали столицу Тебриз, и некоторые эмиры предлагали встретить Див султана с этим войском. Кёпек султан отверг это предложение, сказав
«Мы оба рабы шаха и приверженцы одного и того же порога; мы не будем состязаться друг с другом».
Осенью 1525 года, спустя год после восхождения Тахмаспа на трон, Див султан выступил из Лара на Тебриз, и послал письмо фракции устаджлы в Тебризе с таким содержанием, что поскольку Исмаил доверил Тахмаспа попечительству Див султана, который был одним из суфиев-ветеранов Дома Сефевидов, и взял с других эмиров торжественную клятву о том, что они не будут действовать вразрез с решениями Див султана, то их обязанностью таким образом является подчинение завещанию Исмаила, и что устаджлы должны поэтому выйти из Тебриза для того, чтобы поприветствовать Див султана; иначе начнётся гражданская война и враги Сефевидского государства получат шанс, которого они ждут многие годы. Эмиры устаджлы, держа в уме позор, который будет придан их имени, если они откажутся повиноваться, решили согласиться с этим требованием. Кёпек султан направился приветствовать Див султана, когда тот приблизился к Тебризу, и эмиры вместе навестили Тахмаспа в Чарандабе.

Из последовавших событий ясно, что Див султан был не только способным полководцем, но и проницательным политиком. Кёпек Султан был полностью перехитрён. Див султан казнил Гарынджа-бека Устаджлы и Нарын-бека Каджара, «которые были зачинщиками (khamır-maya) этих разногласий». Векиль Кади Джахан Казвини, «который также был виновником этих разногласий и смуты», едва избежал той же участи и был заключён под стражу в крепость Нури в Мазендаране. Кёпек султан надеялся, что если он подчинится Див султану, то тот сделает его своим совекилем, но эта надежда не сбылась. Вместо этого Диву султан удержал пост атабека Тахмаспа на привычных условиях (bi-qai’da-yi mahud), и, как представляется, возник триумвират, состоявший из Див султана Румлу, Чуха султана Текели и Кёпек султана Устаджлы. Этот триумвират при помощи некоего подобия консультативного совета, состоявшего из трёх визирей, управлял государством в течение последних месяцев 1525 года и в первые несколько месяцев, в конце лета и осенью 1526 года. Из источников становится ясно, что Див султан и Чуха султан не допускали Кёпек султана до осуществления власти. «Ахсан ат-таварих» утверждает, что Чуха султан ставил свою печать вместо печати Кёпек султана. Превратив Кёпек султана в «спящего партнёра» в триумвирате, Див султан и Чуха султан попытались обезвредить все племя устаджлы. Эмиры устаджлы были исключены из всех дел дивана. Див султан и Чуха султан стремились полностью рассредоточить (tafraqa wa parishani) упомянутых эмиров, и выделили каждому из них икта. Кёпек султан, осознав, что в результате этого хитрого поступка (ganda-bazi) его позиция стала несостоятельной, решил отступить и направился в Эривань и Нахчыван, которые были его провинциями. «Ахсан ат-таварих» утверждает, что Див султан и Чуха султан послали всех устаджлы в набег на Грузию. Был ли уход Кёпек султана из столицы добровольным или нет, его коллеги воспользовались его отсутствием «для того, чтобы отобрать и передать большинство территории, образовывавшей икта племени устаджлы» (akhtar-i wilayat ki iqta-i an tayifa bud taghyir wa tabdil dadand). «Ахсан ат-таварих» говорит, что
«после того, как они (устаджлы) ушли, принадлежавшие устаджлы тиюли были отменены».
Результатом этого произвольного решения со стороны Див султана и Чуха султана стало начало гражданской войны в 1526 году. Весной этого года устаджлы собрались на равнине Султании и начали вести себя со значительной распущенностью (bi-hifazi). Гасым Халифа Варсаг был отправлен для переговоров с ними, и приложил большие усилия для заключения соглашения между двумя сторонами, но «возобладало повеление небес и нить враждебности можно было разрубить только мечом». В первой битве между соперничавшими кызылбашскими фракциями, произошедшей в районе Султании, устаджлы изначально овладели инициативой, разбив отряд текели, но позже были обращены в бегство; они были разбиты ещё раз при Харзавиле возле Тарума и укрылись в лесах Гилана. В следующем году Кёпек султан повёл устаджлы на Ардебиль, разбил и убил престарелого губернатора Бадынджан султана Румлу, и двинулся на Тебриз. Он встретился с Див султаном и Чуха султаном возле Шарура, но был разбит и убит. Выжившие устаджлинские эмиры бежали обратно в Решт. В результате конфликта между эмирами политическая жизнь была лишена управления и порядка, и страну захлестнула смута. Многие кызылбашские войска из Хорасана были втянуты в гражданскую войну и узбекам позволили захватить Тус и Астрабад и бродить по своему усмотрению в Хорасане, большинство Сефевидских губернаторов в Хорасане покинули свои икта и отправились в округа Рей и Хар Аджамского Ирака; среди них были губернаторы Нишапура, Себзевара, Астрабада, Дамгана и Бистама).
Выжившие члены триумвирата, Див султан и Чуха султан, избавившись от своего соперника, повернулись друг против друга. Чуха султан посоветовал Тахмаспу, что будет благоразумным избавиться от Див султана, поскольку он был зачинщиком (khamir-maya) разногласий между кызылбашскими племенами. 5 июля 1527 года, когда Див султан вошёл в диван, Тахмасп выпустил в него стрелу, которая, несмотря на недостаток силы у шаха, попала ему в грудь. По поданному Тахмаспом знаку Див султан был убит стражниками (muwakillan). Чуха султан закрепил этот успех, убедив некоторых из укрывшихся в Гилане эмиров устаджлы вернуться к своей лояльности. Они были приняты Тахмаспом в Казвине; с каждым из них обошлись как подобает его положению и назначили улька и должность (mansab).
Таким образом, Чуха султан стал, по прошествии трёх лет с восшествия Тахмаспа, фактически правителем державы; управление было полностью в его руках (ratq wa fatq-i saltanat-i Shah Tahmasp dar qabda-i iqtidar-i Chuha Sultan Takkalu bud). Он стал настолько могущественным, что Тахмаспу было оставлено только имя царства. Он раздал большинство провинций членам своего племени, текели. Однако весной 1529 года произошёл инцидент, поставивший под серьёзный удар репутацию как Чуха султана, так и всего племени текели. Тахмасп был вовлечён в кампанию против узбеков по освобождению Герата, который был осаждён Убейд ханом Узбеком на протяжении семи месяцев. Сефевидская армия сошлась возле Мешхеда с армией узбеков, которая намного превосходила её по численности, «Тарихи-ильчии-Низамшах», приблизительно оценивает силы сторон в следующих цифрах: более чем 100 000 узбеков против 30 000 кызылбашей. «Ахсан ат-таварих», говорит, что узбекская армия была крупнейшей из пересекавших Оксус со времён Чингизхана. Согласно одному сообщению, некоторые эмиры, включая эмира аль-умара Чуха султана, командовавшего правым крылом Сефевидской армии, были устрашены численным превосходством узбеков, и бежали с поля боя. Другой рассказ говорит, что текели были поколеблены Джанибек султаном и бежали, и за ними бежали эмиры правого фланга сефевидской армии; Тахмасп в центре держался стойко, и в контратаке со стороны шамлу и зулькадаров Убейд хан был ранен, что вылилось в беспорядочное бегство многих узбеков с поля боя. Тем временем Джанибек султан, грабивший и убивавший в сефевидском тылу, приблизился к лагерю Тахмаспа, думая, что это лагерь Убейда. Тахмасп тут же приготовился атаковать его, но Чуха, очень не по-мужски рухнув на колени, настаивал на том, что они должны дожидаться возвращения кызылбашей, бежавших с поля боя. Тем не менее другая летопись утверждает, что Чуха султан, который был эмиром аль-умара армии, бежал на расстояние 10 фарсахов.
Какая версия ни была бы принята, ясно, что Чуха султан был виноват в трусости в этом деле. Тем не менее управление делами осталось в его руках. Вождь шамлу Хусейн хан был награждён за свою доблесть в битве против узбеков тем, что был заново утверждён в качестве губернатора Герата, который ещё не оправился от последствий предыдущей осады и испытывал острый недостаток в припасах. Чуха султан, чьё поведение в кампании 1529 года в сравнении с поведением Хусейн хана было неблаговидным, откладывал организацию спасительной экспедиции для Герата до такой степени, что Хусейн хан, отчаявшись получить подмогу и осознав, что единственной целью Чуха султана было позволить ему попасть в руки узбеков, был вынужден вступить в переговоры с Убейд ханом. Убейд разрешил Хусейн хану, его подопечному Саму Мирзе, кызылбашскому гарнизону и некоторому количеству гератских шиитов покинуть город и отступить в безопасности через Систан в направлении Шираза. Их нахождение в Ширазе было источником беспокойства для Тахмаспа, который вызвал Хусейн хана ко двору. Последний, опасаясь Чуха султана, откладывал свой выезд, но получив гарантии безопасности, присоединился к шахскому лагерю возле Исфахана, и был выделен среди своих коллег и ровесников обилием шахского благоволения и расположения.
Чуха султан не мог смириться с присутствием своего соперника при дворе, и решил убить его на пиршестве. Хусейн хан был предупреждён о заговоре, и с наступлением ночи отправился с отрядом шамлу к палатке Чуха султана. Чуха султан бежал и спрятался в диванхане. Хусейн хан ворвался вслед на ним, и борьба пошла уже в самой шахской палатке, и две стрелы даже попали в шахскую корону. Зулькадары, находившиеся в карауле, приняли сторону шамлу, и один из их числа смертельно ранил Чуха султана, но текели скрыли факт его смерти. К текели прибыли подкрепления, и шамлу были вынуждены отступить; 300 человек из их числа были взяты в плен текели и казнены. Текели продолжали находиться в состоянии мятежа, и несколько дней спустя произошла битва между ними и комбинированным войском устаджлы, румлу, зулькадаров и афшаров при имамзаде Сахл Али возле Хамадана. Сторонник текели, некий Яхъя-оглу, бросился в довлатхану и попытался увести шаха в лагерь текели. Тахмасп был вынужден убить его и затем отдал приказ о казни этого непутёвого племени (bi qatl-i am tayifa-yi gumrah farman dad). Эмиры текели вскочили на коней и приблизились к довлатхане, но были встречены градом стрел горчиев и бежали. Многие были убиты: оставшиеся бежали в Багдад, где сефевидский губернатор, хотя и текели, казнил некоторых из них в качестве доказательства своей верности и послал их головы шаху.
Период господства текели сменился периодом господства шамлу. После смерти Чуха султана Хусейн хан Шамлу стал самым влиятельным эмиром государства. Точно так же, как Чуха султан отдавал предпочтение племени текели в назначении на посты, точно так же поступил и Хусейн хан для укрепления позиций своего собственного племени; лучшие (khulasa) посты в провинциях были отданы представителям племени шамлу. Хусейн хан не разрешал шаху приказывать ни в религиозных, ни в политических делах (hadrat shahra-i dar amr-i khilafat wa saltanat chandan dakhl namidad).
Период господства шамлу продолжался три года, когда Хусейн хан неожиданно лишился власти. Представляется, что он обманул сам себя в ряде отношений. Он уже разгневал шаха, казнив Амира Джафара Саваджи, который был Тахмаспом назначен nizarat-i diwan-i a’la в 1525 году. В 1534 году Хусейн хан был вовлечён в заговор с целью отравления Тахмаспа под предводительством некоего Башдан Гара, родственника Хусейн хана, и был обвинён во внушении воинам желания, чтобы правил Сам Мирза. Вдобавок к этому он подозревался в сотрудничестве с Османами. Когда Тахмасп получил донесение, что дезертирство Хусейн хана стало неизбежным, он вызвал его и подал знак для его казни. Его войско (qushun) было отдано брату шаха Бахраму Мирзе.
Казнь Хусейн хана Шамлу ознаменовала окончание кызылбашского междуцарствия в 1523—1533 годы и также стала поворотной точкой в отношениях Тахмаспа с рядом туркоманских эмиров, узурпировавших шахскую власть с момента его восхождения на трон. Хусейн хан был не только лала его старшего сына Мухаммеда Мирзы, родившегося в 1531 году, но и двоюродным братом самого Тахмаспа. Поэтому его казнь произвела очень сильный эффект на других эмиров. Тот факт, что Тахмасп не позволил другому эмиру шамлу принять командование шамлинскими горчиями, а поместил их под прямое командование Бахрама Мирзы, рассматриваемое в совокупности с назначением на пост векиля после Хусейн хана Шамлу перса, говорит о решимости шаха урезать власть эмиров и ответить на крамолу среди кызылбашей. Тот факт, что Тахмасп назначил Кади Джахана Казвини на пост векиля вместо простого одобрения назначения, которое уже было сделано эмирами, указывает на то, что Тахмасп после нахождения в течение десяти лет под господством эмиров, в итоге стал осуществлять в некоторой степени шахскую власть.
В период шаха Тахмасиба эшикагасыбаши (хранители дворца) были следующие люди:
- Дервиш Бек Туркоман (1526)
- Хамза Бек Хаджилы (1527)
- Шахгулу Кёроглы Зулькадар (1532-1533)
- Эвджи Шах Арабгирли (1533)
- Шабан Ага Зулькадар (1534-1535)
- Фаррухзад Бек (1553-1554)
- Гур Хамс Хан Шамлы (1570)
- Султан Ибрагим Мирза (1576)

Спустя несколько лет после его восшествия на престол появляются упоминания о присутствии в сефевидских войсках как пушкарей (топчиян), так и стрелков (туфангчиян). Использование пушек по-прежнему ограничивалось в основном ведением осад. В 1539 году мы впервые слышим о новой военной должности топчибаши, или главнокомандующего артиллерией. Что касается ручного огнестрельного оружия, то отряды, использовавшие аркебузы или мушкеты, были частью сефевидских войск ещё до смерти шаха Исмаила, и о них часто упоминается в источниках после восхождения на престол Тахмасиба.
В период Тахмаспа I губернатор Систана Малик Махмуд был вытеснен новой элитой, кызылбашскими вождями, которые назначались в качестве губернаторов и вали провинции. В 1538 году Шах Тахмасп отправил войска на подавление мятежа в Ширване, возглавляемым Альгасом и последний ширваншах из династии Дербенди Шахрух был захвачен в плен. Так был положен конец существованию некогда могущественного Государства Ширваншахов. В 1540 году в двор шаха Тахмаспа прибыли изгнанные из Османской империи анатолийские кызылбаши. Они преподнесли свои дары шаху по мере возможностей. Затем шах приказал им отправиться в три части его земель, а именно, одну часть он послал в провинцию Хорасан, другую в провинцию Ширван и третью в провинцию Ирак.
В этот период лишь малая часть земель государства находилась в прямом управлении самого двора/семейства; такие земли назывались землями «хасса» или иногда «халисе», остальные земли розданы «на кормление» кызылбашским эмирам. В правление шаха Тахмаспа такие земли состояли из бывшей столицы Тебриза, новой столицы Казвина, Исфахана и Симнана. Кашан был хасса с середины правления Тахмаспа до его смерти в 1576 году, вновь на короткий период в 1579 и с 1585 года до смерти Хамзы Мирзы. Йезд был хасса с середины правления Тахмаспа до 1586 года. Шах Тахмасп имел свой кызылбашский совет, который был чуть ли не полновластным всё его правление.
При Тахмаспе ковроделие стало приоритетной государственной индустрией, а персидская школа изобразительного искусства в лице Кемаледдина Бехзада, Султана Мухаммеда и Ага Мирака получила новый толчок в развитии именно благодаря покровительству Тахмаспа и его увлечённости различными видами искусства. Военная, а следовательно, и политическая власть в этот период по-прежнему находилась в руках у кызылбашских племён как на центральном, так и на провинциальном уровнях таким образом, что после распределения земель среди племенных элементов центр лишь поверхностно контролировал дела провинций. Несмотря на то, что провинциальные административные структуры явно копировали структуру центра, племена считали пожалованные им в провинциях земли — в качестве тиюля, икта или земельного пожалования — своими собственными. Доходы от них на практике были жалованиями, над которыми центр имел слабый контроль. Местные власти также назначали своих собственных судей и пользовались автономией в организации религиозных дел.
Положение райятов, несколько облегчённое при шахе Исмаиле I, снова стало очень тяжёлым к концу правления шаха Тахмаспа I. В стране происходили восстания крестьян и ремесленников. История этих народных восстаний почти не изучена. Особенно упорным было восстание в Гиляне. Экономически эта область была тогда мало связана с центральным Ираном. Шахская власть там была слаба. После усмирения возмущения Амирэ Дубаджа, хана Бийэ пас (рештского), шах отдал его владения в управление Хан-Ахмед-хану, владетелю Бийэ пиш (лахиджанскому, правившему в 1536—1568 и 1578—1592 гг.), из династии Кийя. Когда в 1568 г. шах пожелал вернуть ханство Бийэ пас Джемшид-хану, сыну Амирэ Дубаджа, возникли споры из-за разграничения земель, послужившие поводом для возмущения Хан-Ахмед-хана лахиджанского против шаха. Хан-Ахмед-хан был разбит, низложен и заключён в крепость Истахр близ Шираза. Но народные массы Гиляна упорно обороняли свою самостоятельность. В 1569 г. они собрали восемнадцатитысячное ополчение и провозгласили ханом одного из членов низложенной династии. Восстание было подавлено, наместником Гиляна назначен был седьмой сын шаха Махмуд-мирза, земли в Гиляне были разделены между эмирами племени устаджлы и других кызылбашских кочевых племён (1570 г.). Притеснения и насилия этих эмиров вызвали восстание «гилянского простонародья, черни, сброда и подонков», как официальные источники называют крестьян и городскую бедноту. Кызылбашские эмиры и шахские чиновники были частью перебиты, частью изгнаны (1571 г.). Вся область оказалась в руках восставших. Борьба гилянцев с шахскими войсками шла с переменным успехом, и только в 1572 г. сильное феодальное ополчение из воинов устаджлы и других кызылбашских племён, посланное шахом в Гилян, смогло, наконец, подавить восстание.
К моменту смерти Тахмаспа в 1576 году племя устаджлы занимало 15 ключевых постов в государстве, включая такие влиятельные должности, как опекунство различных принцев и губернаторство Хорасана. Последнее также означало пост опекуна будущего шаха Аббаса I, второго сына Мухаммеда Худабенде, старшего сына Тахмаспа. Устаджлы также занимали посты губернаторов Сарахса, Систана, Шуштера и Дизфуля. Скончался в 1576 году в городе Казвин.

### Внешняя политика

#### Отношения с Османской империей
Его правление было отмечено продолжением отцовских войн с Османской империей, которая, пользуясь походом сефевидских войск против узбеков Бухарского ханства, которые захватили хорасанские владения Сефевидов, трижды вторгалась в Сефевидскую империю (1534 год, 1535 год и 1548 год). Споры и интриги среди кызылбашских племён подрывали военную мощь Сефевидов. В 1533 году Тахмасиб смог собрать всего 7000 человек для встречи с вторгнувшейся османской армией в 90 000 человек под командованием великого визиря Ибрагим Паши, и лояльность многих даже из этих 7000 была под сомнением. Умение выживать при подобных шансах несомненно основывалось на том, что Тахмасиб был мастером Фабиевой тактики. Необходимость воевать на два фронта была серьёзной помехой для Сефевидов. Она означала, что максимальная мощь Сефевидов не могла быть мобилизована ни на востоке, ни на западе, и в реальности сефевидские армии постоянно уступали в численности и войскам Османов, и войскам узбеков. В попытках покорить Сефевидскую империю Османам оказывали значительную помощь кызылбашские эмиры-перебежчики и предатель Алкас Мирза, брат шаха. Первое вторжение султана Сулеймана в 1534 году стало результатом интриг перебежчика Улемы из племени текели. В то время как триумвир Чуха Султан был де-факто правителем государства, Улема был главнокомандующим армией Азербайджана. После падения Чухи Султана Улема метил на его место в качестве главного должностного лица в государстве. Когда на место Чухи Султана был назначен Хусейн Хан Шамлы, Улема не придержался долга верности Сефевидскому государству и перешёл на сторону Османов. Многие офицеры из племени текели бежали в страхе за свои жизни в результате жёстких действий против мятежного племени текели в 1530-1531 годах, однако нет никаких свидетельств, что шах объявил вне закона всех текели, которые не были вовлечены в мятеж после смерти Чуха Султана. Именно Улема обратил внимание османского султана на тот факт, что северо-запад и центр страны лежали беззащитными в 1533 году, когда шах планировал вторжение в Трансоксанию. Султан Сулейман послал армию в 80 000-90 000 человек под командованием Ибрагима Паши и сам последовал с ним с главной армией. Великий визирь вошёл в контакт с Улемой и отправил его с войском на Ардебиль. Шах Тахмасиб форсированным маршем вернулся обратно с границы Трансоксании в Рей, пройдя расстояние за 21 день. Ситуация была отчаянная. Султан Сулейман соединил свои силы с визирем, и огромное османское войско отбросило небольшой отряд, посланный шахом для попытки удержать Тебриз. Дезертировал ещё ряд кызылбашских офицеров, и верность некоторых из оставшихся была под сомнением. В этот критический момент густой снегопад покрыл равнину Султании, где был разбит лагерь Османов, и многие воины умерли от холода. Сулейман I, который не мог вернуться тем же путем, что и пришел, поскольку в Азербайджане не оставалось припасов, был вынужден отступить через Курдистан. Шах отправился преследовать Улему и других перебежчиков, запершихся в крепости Ван, но тем временем султан Сулейман занял Багдад по приглашению сефевидского гарнизона, состоявшего из текели. Верными Сефевидам оказались только командир гарнизона и 300 воинов. После этого Багдад и провинция Ирак, завоеванная Шахом Исмаилом в 1508 году, останется в руках у Османов за исключением короткого периода 1623-1638 годов.
Османское наступление продолжилось в 1535 году и им руководил султан Сулейман I из Багдада. На территории между Курдистаном и Анатолией состоялся ряд сражений, в которых Сефевиды повсеместно вышли победителями. Перебежчик Улема вновь сражался на стороне Османов. В 1535 году Тахмасиб вынужден был снять осаду с Вана, и направиться в Азербайджан. Две армии сошлись лицом к лицу в окрестностях города Дарджазина (вблизи Хамадана), и сефевидские кызылбаши одержали впечатляющую победу. Испытывавший перенапряжение сил и недостаток снабжения Сулейман I предпринял отступление главной армии в Анатолию, отрядив Мухаммед Пашу и Синан Пашу замедлить возможное преследование со стороны Сефевидов. Эти войска были уничтожены эмирами Тахмасиба Гази Ханом Зулькадаром и Будак Ханом Каджаром, и Османы были вынуждены уступить почти все земли, завоёванные ими в предыдущем году. Зимой 1535 года к Ибрагим Паше было направлено два сефевидских посла от имени матери Таджлы Бейим. Они предложили заключить мир, но Ибрагим Паша отказался и сказал сефевидским послам: «Я есть султанат. Я делаю, что хочу. Султанат (полностью) в моих руках. Я могу и открыть (мою руку), и закрыть её». Мирная инициатива была отвергнута, и османо-сефевидская война продолжалась до последовавшей вскоре победы Шаха Тахмасиба над Сулейманом в окрестностях Сулеймании.
Третье османское вторжение состоялось в 1548 году и было таким же крупномасштабным, как и первое. Султан Сулейман I выдвинулся из Стамбула с огромной армией, набранной в Анатолии, Сирии, Египте, Карамане, Дияр-и Рабиа и Ираке, в сопровождении большого количества артиллерии и бесчисленного количества янычар. С ним шел предатель Алкас Мирза, брат Шаха Тахмасиба. Он, будучи губернатором Ширвана, поднял мятеж против шаха, был прощён, повторно поднял мятеж, и наконец, укрылся от гнева Тахмасиба у османского султана. Алкас сказал султану, что если он вторгнется в страну во главе большого войска, то произойдёт повсеместное восстание в его пользу. Тахмасиб провел свои привычные приготовления к отражению нового нападения. Он полностью опустошил местность между Тебризом и османской границей, таким образом, что не осталось ни пшеницы, ни травы. Жители Тебриза перекрыли подземные каналы для воды, так что не осталось и питьевой воды. Были проведены и другие схожие мероприятия с целью лишить противника возможности достать какие-либо виды продовольствия. Когда Сулейман I достиг границы с Сефевидами, он послал перебежчика Улему Султана осадить Ван и отрядил Алкаса Мирзу с войском в 40 000 человек в направлении Меренда. Османские войска вновь заняли Тебриз, но очень скоро начали страдать от отсутствия продовольствия. Когда их вьючные животные начали мереть как мухи, Сулейман I вновь направился обратно, преследуемый на каждом шагу кызылбашами. Султан отправил Алкаса Мирзу, ставшего для него бесполезным, поскольку его слова оказались пустым бахвальством, и Улему, в надежде, что они смогут преградить путь для некоторых из преследовавших его кызылбашей. Этот ход оказался неудачным. Алкас Мирза углубился на большое расстояние в центре Сефевидской империи, пройдя через Кум в Кашан; жители Исфахана заперли перед ним городские ворота, и он направился в провинцию Фарс, где Шираз также отказался впустить его. После такой же неудачной попытки заручиться поддержкой в Хузистане Алкас Мирза в отчаянии вернулся в Багдад. Будучи теперь лишь источником беспокойства для Османов, он был изгнан из Багдада и бежал в Курдистан, где был арестован сефевидскими войсками и представлен перед шахом, который упрекнул его в предательстве и недостойном поведении. Его жизнь была пощажена, но он и ещё один вероломный брат шаха, Сам Мирза, были заточены в отдаленную крепость-тюрьму Кахкаха.
После подавления мятежа Алкаса Мирзы последовали 4-5 лет мира между Сефевидской и Османской империями. Небольшие акты неподчинения со стороны курдских вождей пограничья были замяты, и шаха Тахмасиба побудили начать переговоры о более долгосрочном мире. Однако до того, как это случилось, провокационные действия со стороны Искандера Паши, губернатора Вана и затем генерал-губернатора Эрзерума, включавшие нападения на Хой и Эриван, привели к четвертому и последнему вторжению Османов в правление Сулеймана I. В этот раз произошли изменения в привычном ходе событий. Шах Тахмасиб завладел инициативой. Тот факт, что он смог разделить свою армию на четыре армейских корпуса и послать каждый в отдельном направлении, говорит о значительном росте мощи сефевидской армии. Искандер Паша был наголову разбит в окрестностях Эрзерума, потеряв 3000 человек. Шах захватил ряд ключевых крепостей вдоль границы. Когда султан Сулейман I наконец достиг Нахичевана летом 1553 году, он обнаружил, что оставаться на этой территории невозможно из-за эффективности сефевидской тактики выжженной земли, и отступил в направлении Эрзерума. В ходе этого отступления сефевидским патрулем был взят в плен Синан Бей, один из ближайших наперсников и особых фаворитов султана, и это сделало его ещё более готовым вступить в серьёзные переговоры о мире.
Только в 1555 году в городе Амасья между Государством Сефевидов и Османской империей был заключён мирный договор. Правда, нападения Османов лишили Тахмасиба Багдада и Месопотамии, включая крепость Ван. Но он сумел предотвратить дальнейшую утрату земель, и самое главное — утрату Азербайджана. По Амасийскому же миру вдоль османо-сефевидской границы произошли незначительные территориальные изменения, и обе стороны пошли на взаимные уступки. Грузия была поделена на взаимно согласованные сферы влияния. Мирное соглашение оставалось незыблемым вплоть до смерти Шаха Тахмасиба. То, что Тахмасиб смог удержать своё господство против Османской империи, которая тогда была на пике своего могущества, является большим достижением.
В 1559 году под защиту Тахмаспа бежал сын османского султана Сулеймана Великолепного шехзаде Баязид, потерпевший перед этим поражение в битве под Коньей от своего брата шехзаде Селима. Через два года он был выдан за огромный выкуп в 400 тысяч золотых и отправлен обратно на родину, после прибытия мятежный шехзаде был казнён своим отцом султаном Сулейманом вместе с пятью своими сыновьями. Тахмасиб пользовался среди османской элиты большим уважением за обуздание кызылбашей и передачу шехзаде  Баязида его отцу. Османский литератор Мустафа Али даже сочинил траурную элегию по случаю кончины Тахмасиба, восхваляя его за политический талант и покровительство художникам.

#### Отношение с Шейбанидами
Между 1524-1538 годами узбеки, под предводительством Убейдуллы-хана, совершили пять крупных вторжений в Хорасан; эти вторжения сильно отличались от почти привычных ежегодных рейдов через северо-восточную границу. В битве при Джаме в 1528 году явно надвигавшийся полный разгром со стороны узбеков был обращён в победу благодаря личной храбрости Тахмасиба и его умению руководить войсками. У Тахмасиба было всего 24 000 воинов против узбекской армии в 80 000 опытных ветеранов и примерно 40 000 застрельщиков и нерегулярных войск. Новость, что шах перебросил главную часть своей армии в Азербайджан для отражения османской угрозы, была сигналом для узбеков для усиления давления на северо-западной границе. И наоборот, шаху из раза в раз не удавалось применить какие-либо долгосрочные меры против узбеков из-за османских вторжений на западе. К примеру, зимой 1533-1534 годов, когда Тахмасиб только что освободил Герат после того, как этот город пережил ужасающую осаду длиной в 18 месяцев, в ходе которой гарнизон и жители были вынуждены есть собак и кошек, шах планировал крупный поход в Трансоксанию, когда он получил весть о том, что Султан Сулейман вторгся в Азербайджан, и был вынужден вернуться на запад. Бесконечные серии нападений под предводительством Убейдуллы Хана на востоке продолжались вплоть до смерти этого узбекского вождя в 1540 году.

#### Отношения с Империей Великих Моголов

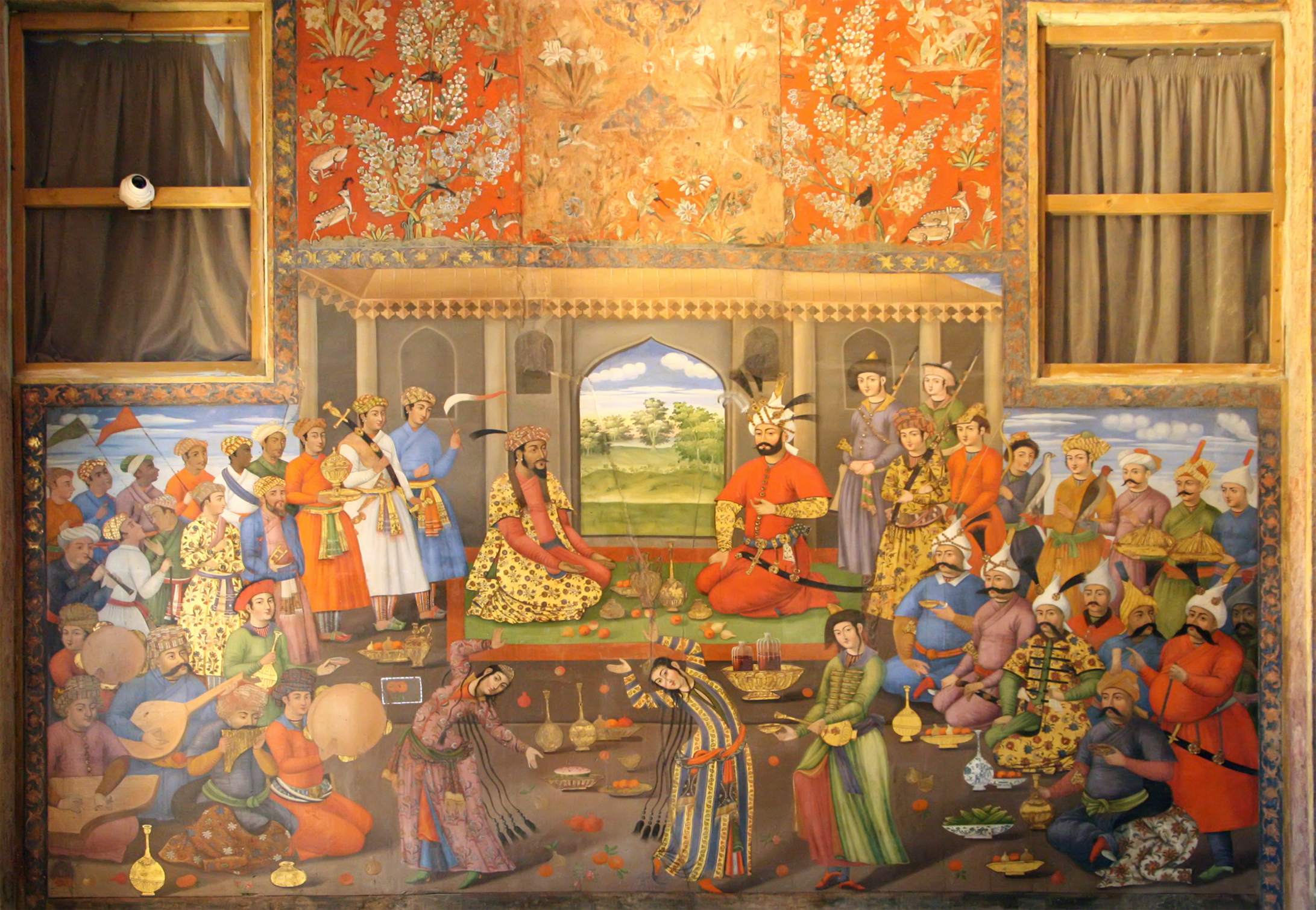
Шах Тахмасп принимает Хумаюна при своём дворе в Исфахане

Бабур первым признал восхождение Тахмасиба на трон и сделал это, послав к сефевидскому двору подчинённого Ходжа Асада в декабре 1526 года. Чиновники Сефевидской империи отправили нового посла Сулейман Ага Туркмана. Сулейман Ага блестяще проявил себя в качестве кызылбашского офицера за границей: во время битвы при Канве с меварскими раджпутами 17 марта 1527 года он был одним из самых высокопоставленных эмиров на правом фланге армии Бабура. Сулейман Ага Туркман провёл в Индии ещё два месяца, прежде чем вернуться в Иран вместе с Ходжой Асадом, что стало проявлением растущей близости между династиями Сефевидов и Моголов.
Могольский падишах Хумаюн был свергнут и вынужден был бежать в Сефевидскую империю за помощью к шаху Тахмасибу. Через некоторое время проживания Хумаюна в Сефевидской империи состоялись переговоры между двумя правителями. Хумаюн приехал в дворец Тахмасиба. В это время шах приказал ему надеть кызылбашский тадж. Хумаюн согласился и счёл это за честь. После этого Тахмасиб собственноручно надел на голову падишаха головной убор. Условием Тахмасиба также было принятие Хумаюном шиизма, что он благополучно выполнил и позже распространил в своих владениях. Шах Тахмасиб решил оказать помощь потерпевшему поражение могольскому падишаху Хумаюну, чтобы он смог вернуть потерянные территории. После переговоров Тахмасиб приказал своим губернаторам-полководцам Будаг Хану Каджару, Шахгулу султан Афшару и Ахмед султану Шамлы взять Замини Довар и Кандагар, а после этого форсированным маршем наступать всей мощью на Кабул и Газни и захватить их. Также они должны были взять родственников Хумаюна, выступивших против него и наказать их. В 1555 году вместе с Хумаюном выступил кызылбашский экспедиционный корпус и падишах смог вернуть себе власть в Индии. 

## Дети

### Сыновья
- Шехзаде Султан Али Кули Мирза (1528—1529)
- Мухаммад Худабенде
- Исмаил II
- Шехзаде Султан Мирза (1538—5 сентября 1545)
- Шехзаде Султан Сулейман Мирза (1554—2 ноября 1576)
- Шехзаде Султан Хайдер Мирза (1555—14 мая 1576)
- Шехзаде Султан Мустафа Мирза (1557—2 ноября 1576)
- Шехзаде Султан Махмуд Мирза (1559—24 февраля 1577)
- Шехзаде Имам Коли Мирза (1562—4 февраля 1577)
- Шехзаде Султан Али Мирза (1563—31 января 1642) — восьмому сыну шаха Тахмаспа от матери Султана Мустафы Мирзы, Али Мирзе на момент смерти отца было 14 лет и он проживал в городе Гянджа. Его воспитателем был генерал-губернатор Карабахской провинции Ибрахим хан Зиядоглу Каджар. По приказу шаха Исмаила II каджарские вожди привезли его в Казвин после того, как были убиты другие сефевидские принцы, и он был ослеплён[35].
- Шехзаде Султан Ахмед Мирза (1564—24 февраля 1577)
- Шехзаде Зинан Абдин Мирза (ум. после 1576)
- Шехзаде Муса Мирза (ум. после 1576)

### Дочери
Бегум Султан (1567—1591)

## Чиновники шаха Тахмаспа
Гази-хан — полководец из племени текели. В 1530 году, когда Бахрам Мирза был оставлен в Герате в качестве губернатора Хорасана, Гази Хан был назначен лалой принца. В Герате им пришлось пережить жестокую осаду со стороны узбеков, продлившуюся полтора года. Когда Тахмасиб наконец прибыл с войсками зимой 1533-1534 года, Гази-хан заявил, что его воинов нужно сменить. Губернатором Хорасана был назначен Сам Мирза. Тахмасиб пожаловал Гази-хану территорию или феодальное владение (улька) на юге Ширвана и даже назначил его лалой Алкаса Мирзы, но в начале 1545 года Алкасу Мирзе приказали казнить его, и в качестве причины были указаны его постоянное предательство и вероломство.
Гёкча султан — эмир из племени каджар, он был полководцем и воспитателем принца Исмаила Мирзы. Гёкча Султан заболел и скончался в ходе похода в Астрабадский район в 1555 году.
Хусейнали-бек по прозвищу «Köpək qıran» («Убийца собак») — полководец из племени каджар, был участником похода шаха Тахмаспа на Ван в 1534-1535 годах.
Манташа султан — происходил из клана шейхли племени устаджлы. Впервые он упоминается в источниках как убийца брата шаха Исмаила — Сулеймана Мирзы. Во время отсутствия Исмаила в Хорасанском походе 1513 года Сулейман начал плохо организованный мятеж, попытавшись захватить Тебриз. Манташа в это время был простым горчу; его смелый поступок явно заслужил одобрение при дворе. В следующем году он принимал участие в Чалдыранской битве, в которой среди прочих многочисленных сефевидских потерь был убит его старший брат, горчубаши Сары Пире. В войне устаджлы Манташа предстаёт одним из эмиров из племени, которые после сражения с шахской армией в 1526 году укрылись в Гиляне. Устаджлы помирились с Тахмасибом в 1529 году, и Манташа превратился в одного из ведущих эмиров при дворе. Он внезапно скончался в 1545 году в Нахичеване, который был пожалован ему в качестве «улька» или феодального владения в 1539 году.
Фаррухзад-бек — глава ясавулов из племени карадаглы. Он впервые упоминается в источниках в 1555 году, когда его отправили в качестве посла в Османскую империю для ведения переговоров о мире, которые завершились подписанием Амасийского мирного договора. Фаррухзад Бек также был эшикагасыбаши (хранитель дворца). Он скончался в 1575 году.
Шахгулу-халифа — хранитель печати шаха Тахмаспа из клана гавургалу племени зулькадар. Впервые он упоминается в 1530 году как один из вождей племени. 3 года спустя он занимал одну из высоких должностей в окружении шаха, пост эшикагасыбаши. В это время он был повышен до должности хранителя печати, когда предыдущий мохурдар умер, упав с коня во время игры в поло в пятницу в Тебризе — считалось, что этот инцидент произошёл из-за проклятий священнослужителя шейха Али Караки. Он занимал эту должность до своей смерти. В какой-то период он был также назначен губернатором Кума — особенно почётная должность из-за нахождения в городе гробницы Фатимы, сестры восьмого имама. На протяжении долгого времени он мелькает в летописях, находясь при дворе, участвуя в походах, возглавляя войска и выполняя некоторые деликатные поручения. К примеру, когда любимая сестра шаха совершала паломничество в Мешхед, ему было поручено сопровождать её. После того, как Тахмасп перевёл столицу в Казвин, дом Шахгулу халифы находился напротив шахского дворца. Он заболел в ходе похода против туркменов Астрабада и скончался в июле 1558 года.
Абдулла-хан — полководец из племени устаджлы, являлся двоюродным братом шаха Тахмаспа, а также был женат на его сестре. Осенью 1550 года он получил назначение на пост губернатора Ширвана, и сохранил за собой этот пост до своей смерти в 1566 году.
Ядигяр-хан Мухаммед — эмир шаха Тахмаспа I из племени туркман, правитель города Саве, умер в конце декабря 1561 года.
Ибрагим-хан — эмир шаха Тахмаспа I из племени зулькадар, губернатор Фарса (1540-1555) и Астрабада (1557).
Ахмад султан — полководец из племени шамлы, губернатор Систана в 1544-1551 годах.
Севиндик-бек — горчубаши из племени афшар, умер в 1562 году.
Мехинбану Шахзаде Султанум — советница и младшая сестра шаха, умерла в 1562 году.

## В искусстве
В турецком сериале «Великолепный век» роль Шаха Тахмаспа сыграли Гёкхан Алкан и Сермет Ешиль.